# Скаутски наръчник при зомби апокалипсис
„Скаутски наръчник при зомби апокалипсис“ (на английски: Scouts Guide to the Zombie Apocalypse) е американско зомби комедиен филм от 2015 г. на режисьора Кристофър Ландън, който е съсценарист със Кари Евънс, Еми Мочизуки и Лона Уилямс. Във филма участват Тай Шеридан, Логан Милър, Джоуи Морган, Сара Дюмон и Дейвид Коехнер. Филмът е пуснат в Съединените щати на 30 октомври 2015 г. от „Парамаунт Пикчърс“ и получава смесени отзиви от критиците.